# Leutrim
Leutrim ist ein männlicher Vorname.

## Herkunft und Bedeutung
Der Name kommt aus dem Albanischen und bedeutet „geborener Held“ (oder auch „der als Held geborene“).
- leu = alb. für geboren
- trim = alb. für Held

## Varianten
- Koseformen sind Trim, Trimi oder zumeist Leo.
- Eine verbreitete Ableitung des Namens bildet Leotrim. Hierbei kann auch eine Verknüpfung zum lat. leo (Löwe) gezogen werden, so dass in Verbindung mit trim (alb. auch für Mut oder Tapferkeit) alternativ mit „Löwenmut“/„Löwenmutiger“ oder „Löwentapferkeit“/„Löwentapferer“ zu übersetzen wäre.